# Enrico Raspe II
Enrico Raspe II (1130 circa – 1155/1157), appartenente alla dinastia Ludovingia, fu conte di Gudensberg in Assia.

## Biografia
Secondo la Historia Brevis Principum Thuringiæ, Enrico Raspe II era il secondogenito del langravio Ludovico I di Turingia e di Edvige di Gudensberg, figlia del conte Gisone IV di Gudensberg e di Cunegonda di Bilstein. 
Il padre Ludovico I ereditò I con Edvige, dopo la morte del fratello di quest'ultima, Gisone V, la contea di Gudensberg e altri domini e diritti della dinastia di Giso (Gisonen) nel nord e nella media Assia. Enrico, come figlio cadetto, ricevette, come sarà consuetudine tra i Ludovingi, la contea di Gudensberg. Divenne un sostenitore degli Hohenstaufen, al fine di far fronte alla pressione esercitata sui possedimenti della famiglia, minacciati dalla politica di espansione del duca di Sassonia Enrico il Leone della dinastia Guelfa. 
Enrico Raspe II fondò nel 1140/1148, assieme alla madre Edvige, l'abbazia di Ahnaberg, divenendo un feudo nei pressi del vecchio sito sassone, poi francone, di Adelshofs, cioè di Chasalla (dal latino castellum, cioè castello) vicino a Fulda, segnando l'inizio di un'intensa attività dei Ludovingi nella regione di Kassel. Molto rapidamente sorse un piccolo villaggio accanto al monastero, fortificato e beneficiato dello status di civitas. Ricevette quest'ultimo status nel 1189 e nel 1200 la sua autonomia; nel 1277, sotto Enrico I d'Assia, divenne il principale luogo di residenza di quella parte dell'Assia che andò a costituire il langraviato d'Assia al posto di Gudensberg. 
È probabilmente durante il periodo di Enrico Raspe II che i castelli di Marbourgo e Gudensberg furono ricostruiti e ampliati. Enrico Raspe II morì intorno 1155/1157, senza essersi mai sposato o avuto figli. 

## Ascendenza
|                              |   |                                     | Genitori                           |  |  | Nonni |  |  | Bisnonni         |  |  | Trisnonni |  |
|                              |   |                                     |                                    |  |  |       |  |  | Luigi il Barbuto |  |  | …         |  |
|                              |   |                                     |                                    |  |  |       |  |  | Luigi il Barbuto |  |  | …         |  |
|                              |   | …                                   |                                    |  |  |       |  |  | Luigi il Barbuto |  |  |           |  |
| Luigi il Saltatore           |   |                                     |                                    |  |  |       |  |  | Luigi il Barbuto |  |  |           |  |
|                              |   | Cecilia di Sangerhausen             | Bertoldo di Sangerhausen           |  |  |       |  |  |                  |  |  |           |  |
|                              |   | Cecilia di Sangerhausen             | Bertoldo di Sangerhausen           |  |  |       |  |  |                  |  |  |           |  |
|                              |   | Cecilia di Sangerhausen             | Gisella di Brunswick               |  |  |       |  |  |                  |  |  |           |  |
| Ludovico I di Turingia       |   | Cecilia di Sangerhausen             |                                    |  |  |       |  |  |                  |  |  |           |  |
|                              |   | Lotario Udo II della marca del Nord | Lotario Udo I della marca del Nord |  |  |       |  |  |                  |  |  |           |  |
|                              |   | Lotario Udo II della marca del Nord | Lotario Udo I della marca del Nord |  |  |       |  |  |                  |  |  |           |  |
|                              |   | Lotario Udo II della marca del Nord | Adelaide di Rheinfelden            |  |  |       |  |  |                  |  |  |           |  |
| Adelaide di Stade            |   | Lotario Udo II della marca del Nord |                                    |  |  |       |  |  |                  |  |  |           |  |
|                              |   | Oda di Werl                         | Ermanno III di Werl                |  |  |       |  |  |                  |  |  |           |  |
|                              |   | Oda di Werl                         | Ermanno III di Werl                |  |  |       |  |  |                  |  |  |           |  |
|                              |   | Oda di Werl                         | Richenza di Svevia                 |  |  |       |  |  |                  |  |  |           |  |
| Enrico Raspe II              |   | Oda di Werl                         |                                    |  |  |       |  |  |                  |  |  |           |  |
|                              | … | …                                   |                                    |  |  |       |  |  |                  |  |  |           |  |
|                              | … | …                                   |                                    |  |  |       |  |  |                  |  |  |           |  |
|                              | … | …                                   |                                    |  |  |       |  |  |                  |  |  |           |  |
| Giso IV, conte di Gudensberg | … |                                     |                                    |  |  |       |  |  |                  |  |  |           |  |
|                              |   | …                                   | …                                  |  |  |       |  |  |                  |  |  |           |  |
|                              |   | …                                   | …                                  |  |  |       |  |  |                  |  |  |           |  |
|                              |   | …                                   | …                                  |  |  |       |  |  |                  |  |  |           |  |
| Edvige di Gudensberg         |   | …                                   |                                    |  |  |       |  |  |                  |  |  |           |  |
|                              |   | Ruggero II di Bilstein              | …                                  |  |  |       |  |  |                  |  |  |           |  |
|                              |   | Ruggero II di Bilstein              | …                                  |  |  |       |  |  |                  |  |  |           |  |
|                              |   | Ruggero II di Bilstein              | …                                  |  |  |       |  |  |                  |  |  |           |  |
| Cunegonda di Bilstein        |   | Ruggero II di Bilstein              |                                    |  |  |       |  |  |                  |  |  |           |  |
|                              |   | …                                   | …                                  |  |  |       |  |  |                  |  |  |           |  |
|                              |   | …                                   | …                                  |  |  |       |  |  |                  |  |  |           |  |
|                              |   | …                                   | …                                  |  |  |       |  |  |                  |  |  |           |  |
|                              |   | …                                   |                                    |  |  |       |  |  |                  |  |  |           |  |